# Alto Guadalquivir
Die Comarca Alto Guadalquivir ist eine der 8 Comarcas in der Provinz Córdoba. Sie wurde, wie alle Comarcas in der Autonomen Gemeinschaft Andalusien, mit Wirkung zum 28. März 2003 eingerichtet.
Die im Osten der Provinz gelegene Comarca umfasst 8 Gemeinden mit einer Fläche von 1.299,97 km² und Montoro als Hauptort.

## Lage
| Valle Medio del Guadalquivir | Comarca de Los Pedroches                    |              |
| Córdoba                      | Kompassrose, die auf Nachbargemeinden zeigt | Provinz Jaén |
|                              | Campiña de Baena                            |              |

## Gemeinden
| Gemeinde                  | Einwohner (2024) | Fläche km² | Dichte Einw./km² | Cod INE | Postleitzahl |
| ------------------------- | ---------------- | ---------- | ---------------- | ------- | ------------ |
| Adamuz                    | 4.091            | 334,84     | 12               | 14001   | 14430        |
| Bujalance                 | 7.134            | 124,81     | 57               | 14012   | 14650        |
| Cañete de las Torres      | 2.806            | 103,52     | 27               | 14014   | 14660        |
| El Carpio                 | 4.325            | 46,68      | 93               | 14018   | 14620        |
| Montoro                   | 9.049            | 586,12     | 15               | 14043   | 14430        |
| Pedro Abad                | 2.817            | 23,46      | 120              | 14050   | 14630        |
| Villa del Río             | 6.863            | 22,07      | 311              | 14066   | 14840        |
| Villafranca de Córdoba    | 4.886            | 58,47      | 84               | 14067   | 14420        |
| Comarca Alto Guadalquivir | 41.971           | 1.299,97   | 32               | –       | –            |